# Luvunga crassifolia
Luvunga crassifolia är en vinruteväxtart som beskrevs av Tyôzaburô Tanaka. Luvunga crassifolia ingår i släktet Luvunga och familjen vinruteväxter. Inga underarter finns listade i Catalogue of Life.